# Wyldehoarne
Wyldehoarne is een in aanbouw zijnde woonwijk in Joure uit de jaren 2000 en jaren 10 van de 21e eeuw. In de toekomst moet de wijk het gebied beslaan tussen de Koarte Ekers, Wildehornstersingel, Haskerveldweg en de wijk Skipsleat. De naam van de wijk betekent "wilde hoek".

## Geschiedenis
In 1997 komt de gemeente Skarsterlân een nieuwe woonwijk aan ten oosten van Skipsleat. De wijk wordt genoemd naar het gehucht Wildehorne of Wildehornsterpolder dat oorspronkelijk tussen Haskerhorne en Westermeer lag. Het is de bedoeling dat in de wijk 500 tot 600 woningen gebouwd worden. De nadruk zal meer op groen liggen dan op water, zoals in Skipsleat. Ook komen de huizen dichter op elkaar te staan.

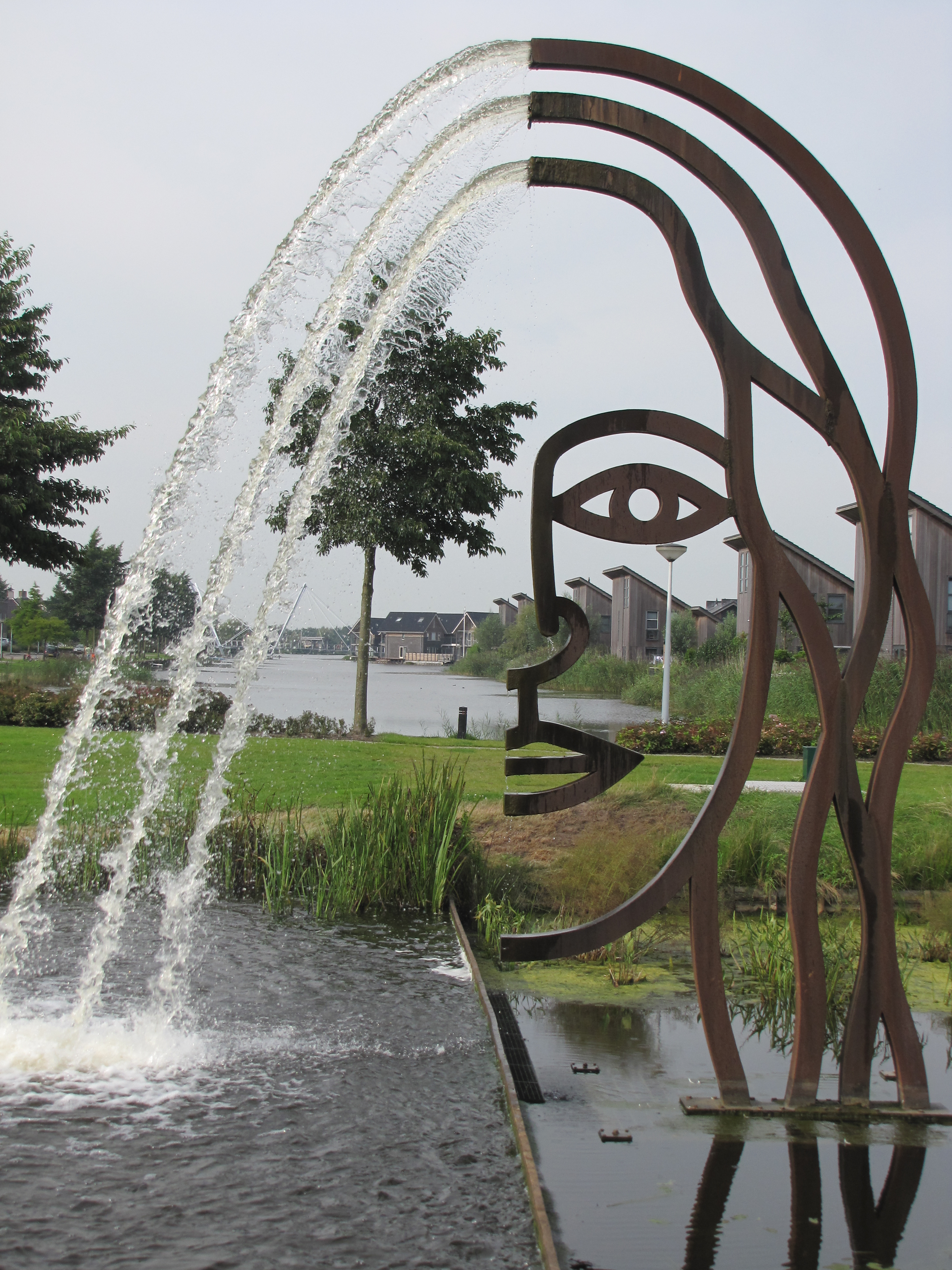
Het Grote Gezicht (2003) bij de entree van Wyldehoarne. Het kunstwerk pompt vers water uit de polders ten noordoosten van Joure naar de vijvers in Joure., Leeuwarder Courant. Het werk wordt ook wel Wylde Wietske genoemd.

Op het moment dat de plannen voor Wyldehoarne gemaakt worden, is de vraag naar woningen hoog. Bij de bouw van Wyldehoarne in 2002, zakt de woningmarkt in. De plannen worden op een lager pitje gezet. De woningmarkt trekt later weer iets aan, maar aan het eind van het decennium ontstaat de kredietcrisis waardoor de woningverkoop op slot komt te zitten. In 2009 wordt de bouw van de volgende fasen van Wyldehoarne voor onbepaalde tijd afgeblazen.

### Waterwoningen
In 2001 worden plannen gepresenteerd voor 48 waterwoningen in Wyldehoarne. Het is op dat moment een uniek project in Friesland en trekt de aandacht van verschillende media. De meeste huizen in dit plan staan op palen, hebben geen tuin en zijn enkel per loopplank bereikbaar. Zes van deze woningen drijven daadwerkelijk. Het is een duidelijke breuk met de bouwstijl van de voorgaande wijk Skipsleat. De huizen in dit plan zouden gebouwd worden aan drie pieren die een gebogen vorm hadden. Toch is er weinig animo voor de geplande waterwoningen. In 2004 maakt de gemeente bekend dat er "een minder ambitieus plan" voor het gebied is ontworpen. Dit wordt de straat It Reidlân waarin twee-onder-een-kapwoningen met tuin komen te staan.

## De wijk
De wijk bestaat uit verschillende deelgebieden met elk een eigen karakter. Aan de zuidwestkant van Wyldehoarne speelt water een grote rol, aan de oostkant voert groen de boventoon. Het stratenpatroon is rechtlijniger dan eerdere wijken als het Schepenkwartier en Skipsleat. De voornaamste verkeersader in Wyldehoarne is Oer de Feart (Fries voor "aan de andere kant van het water"). Dit is de enige weg die verschillende deelgebieden met elkaar verbindt. Bij voltooiing van de wijk, moet Oer de Feart een driehoeksvorm krijgen.
In het deelgebied in het zuidwesten hebben straten Friestalige namen als De Bleek en It Hiem. Huizen in dit gebied zijn vrijstaande- of twee-onder-een-kapwoningen. Ten noorden hiervan ligt een deelgebied dat omsloten wordt door water. Straatnamen zijn Nederlandstalig en bestaan uit een vrouwennaam met het achtervoegsel -hoeve, zoals Aliehoeve en Jannahoeve. In dit deelgebied staan onder meer huizen aan het water en rijtjeswoningen.

### Vogelbuurt

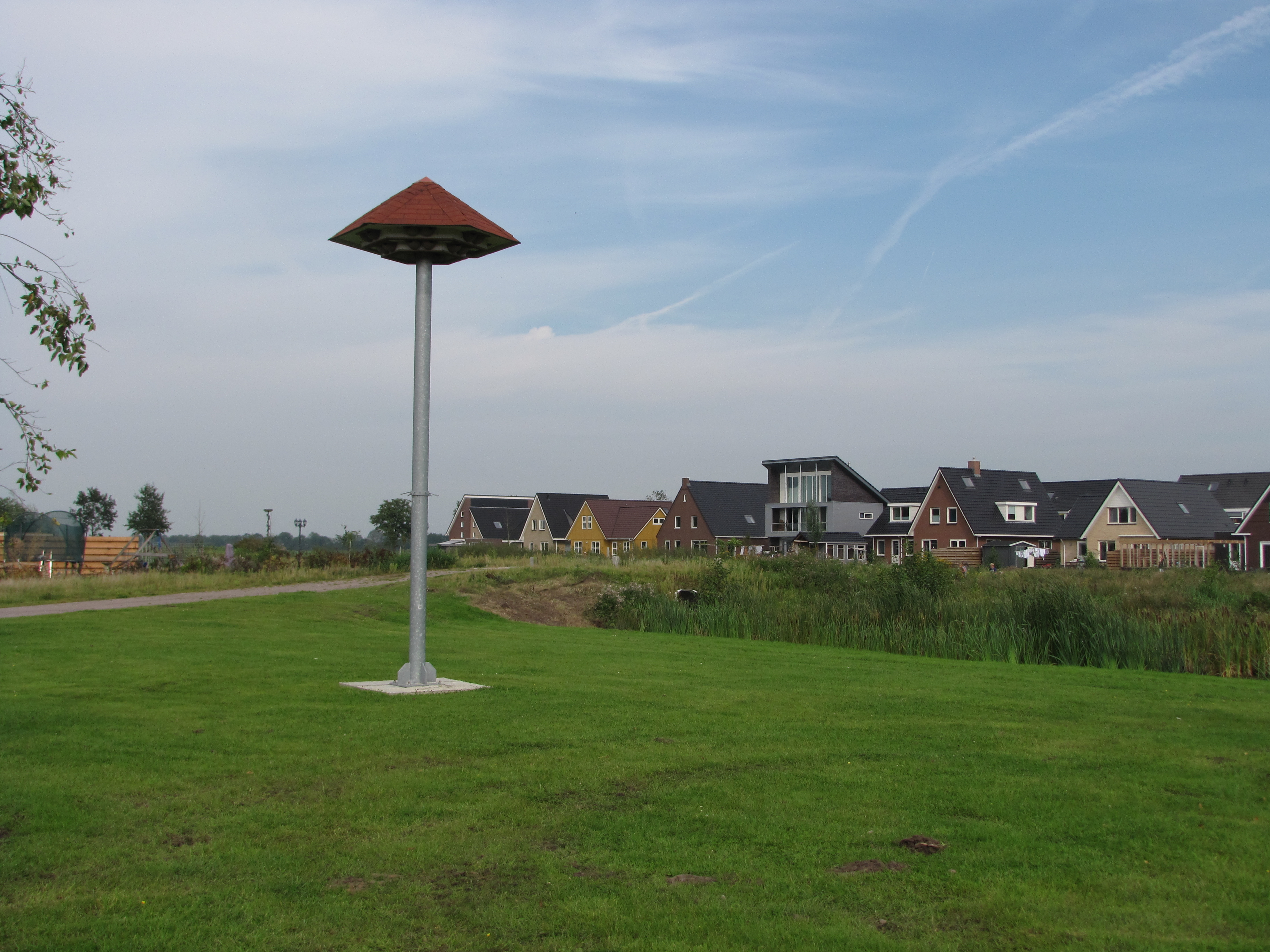
Zwaluwkast aan De Swel.

Aan de noordkant van de wijk ligt een vijftal eilanden. Elk eiland is genoemd naar een vogel, zoals De Mosk en De Markol. De gemeente Skarsterlân wilde dat de buurt de meest vogelvriendelijke van Friesland werd. Om dat te bewerkstelligen waren nieuwe bewoners verplicht drie nestkasten in hun gevels te verwerken en kregen ze een lidmaatschap van de Vogelbescherming Nederland. Ook werd in de buurt een 30 meter lange oeverzwaluwwand geplaatst. De buurt werd in 2009 genomineerd voor de Stadsvogelprijs van de Vogelbescherming Nederland. De prijs ging uiteindelijk naar Leiden.
De buurt, die rond 2008 gebouwd is, staat bekend als duurzaam. Autowassen is er verboden, regen stroomt via goten terug naar het oppervlaktewater en huizen worden verwarmd door aardwarmte en zijn daarom niet aangesloten op het aardgasnet. Bewoners kregen snel een goedkope bouwvergunning van de gemeente als ze beloofden hun woning milieuvriendelijk te bouwen.

## Voorzieningen
Wyldehoarne beschikt over weinig eigen voorzieningen. Er is bijvoorbeeld geen school in de wijk. Waarschijnlijk zal die er ook niet komen. Wel horen het Jouster strandje en naastgelegen fierljepschans, die al bij de bouw van Skipsleat zijn aangelegd, sinds enkele jaren officieel bij Wyldehoarne.

## Galerij

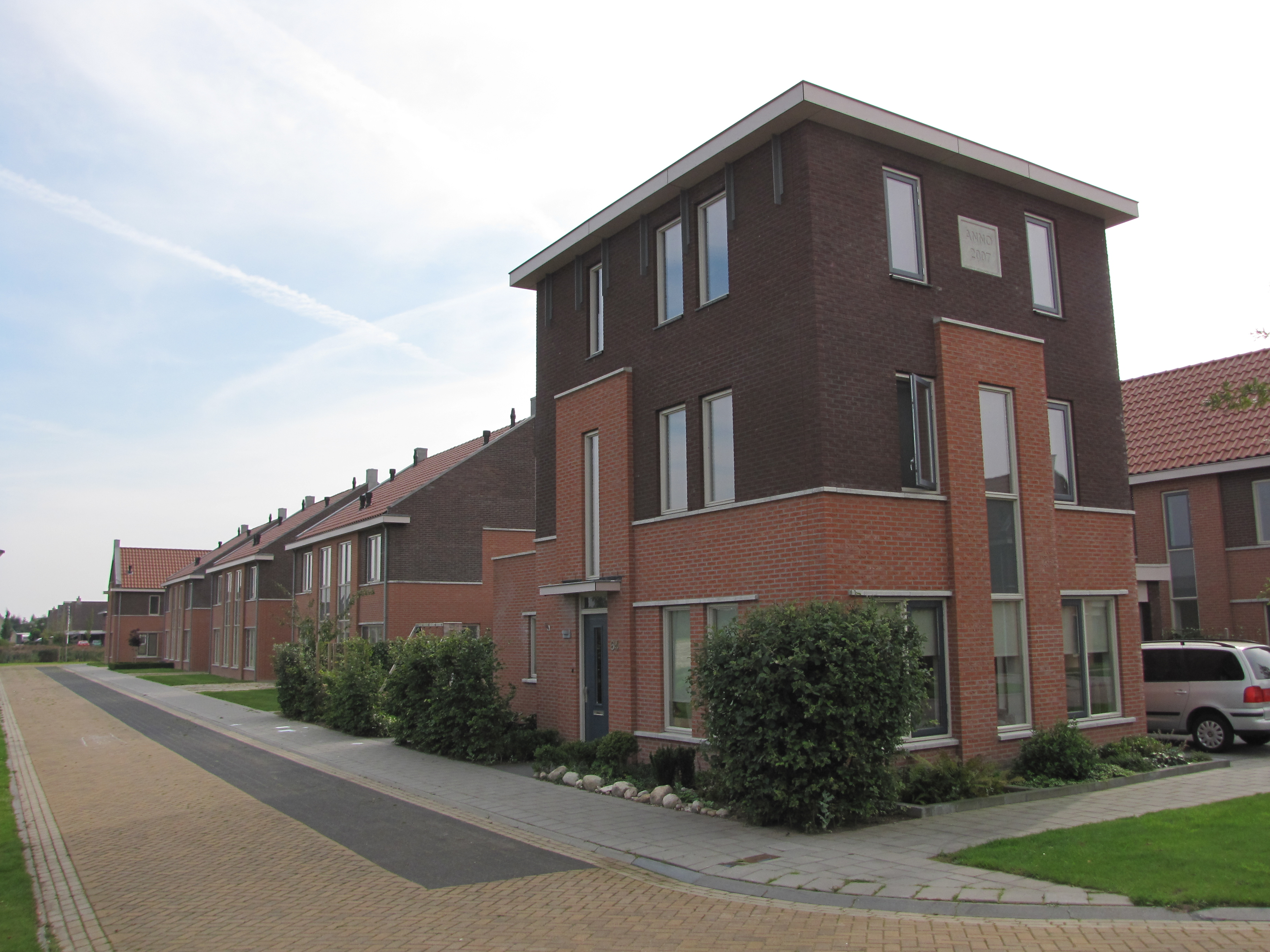
Jannahoeve
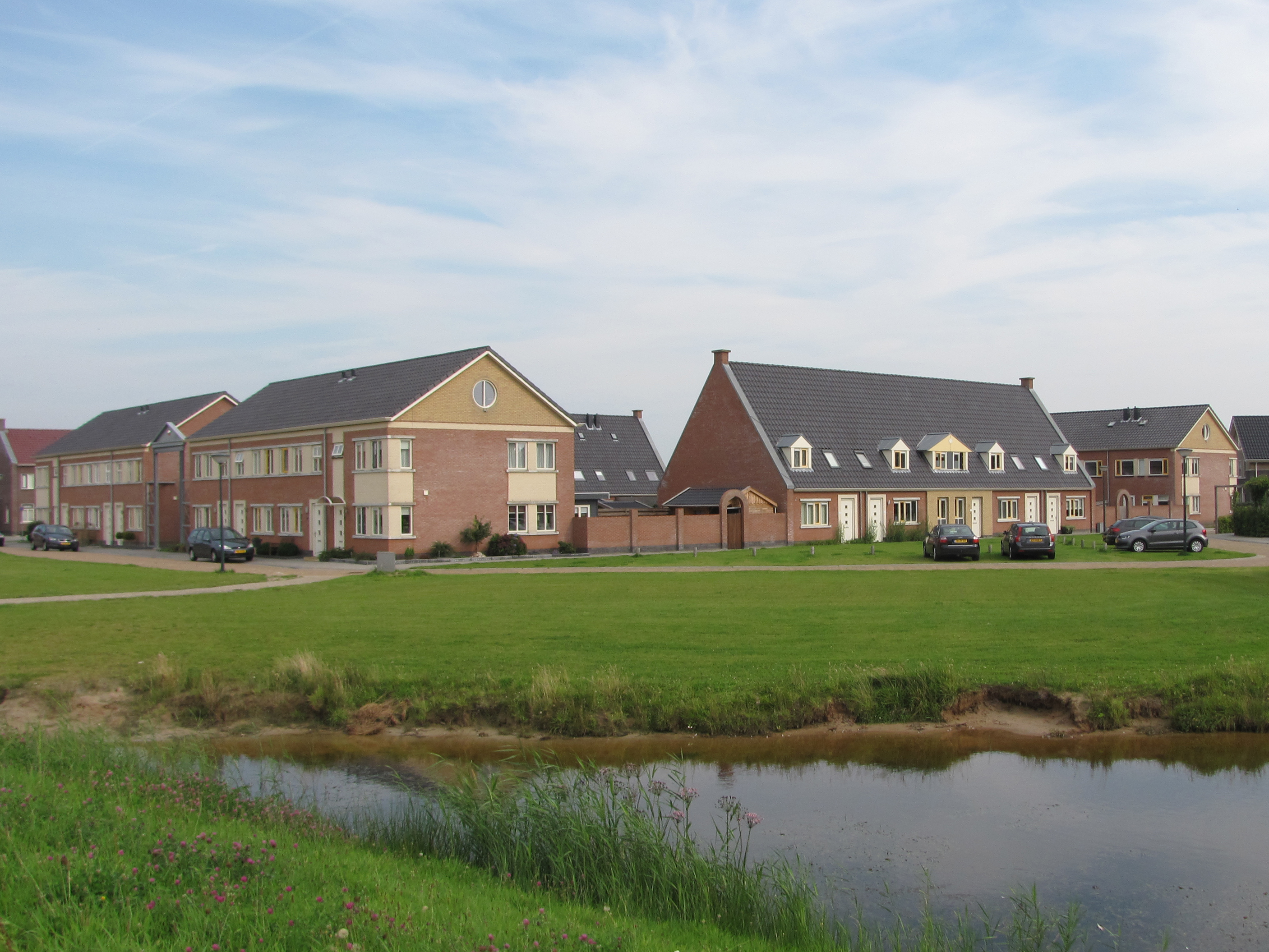
Elisabethhoeve
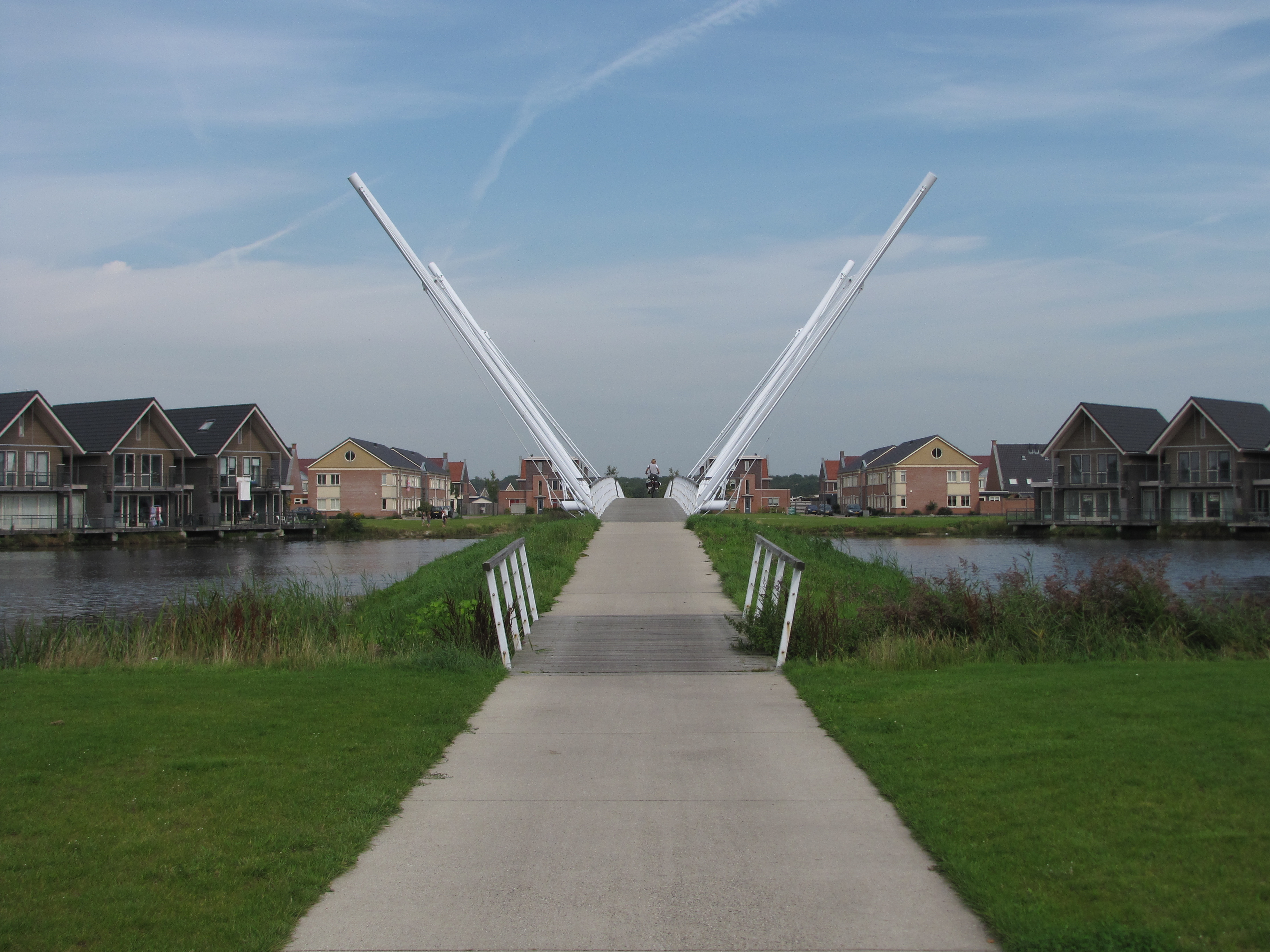
Fietsbrug vanuit Skipsleat naar Wyldehoarne
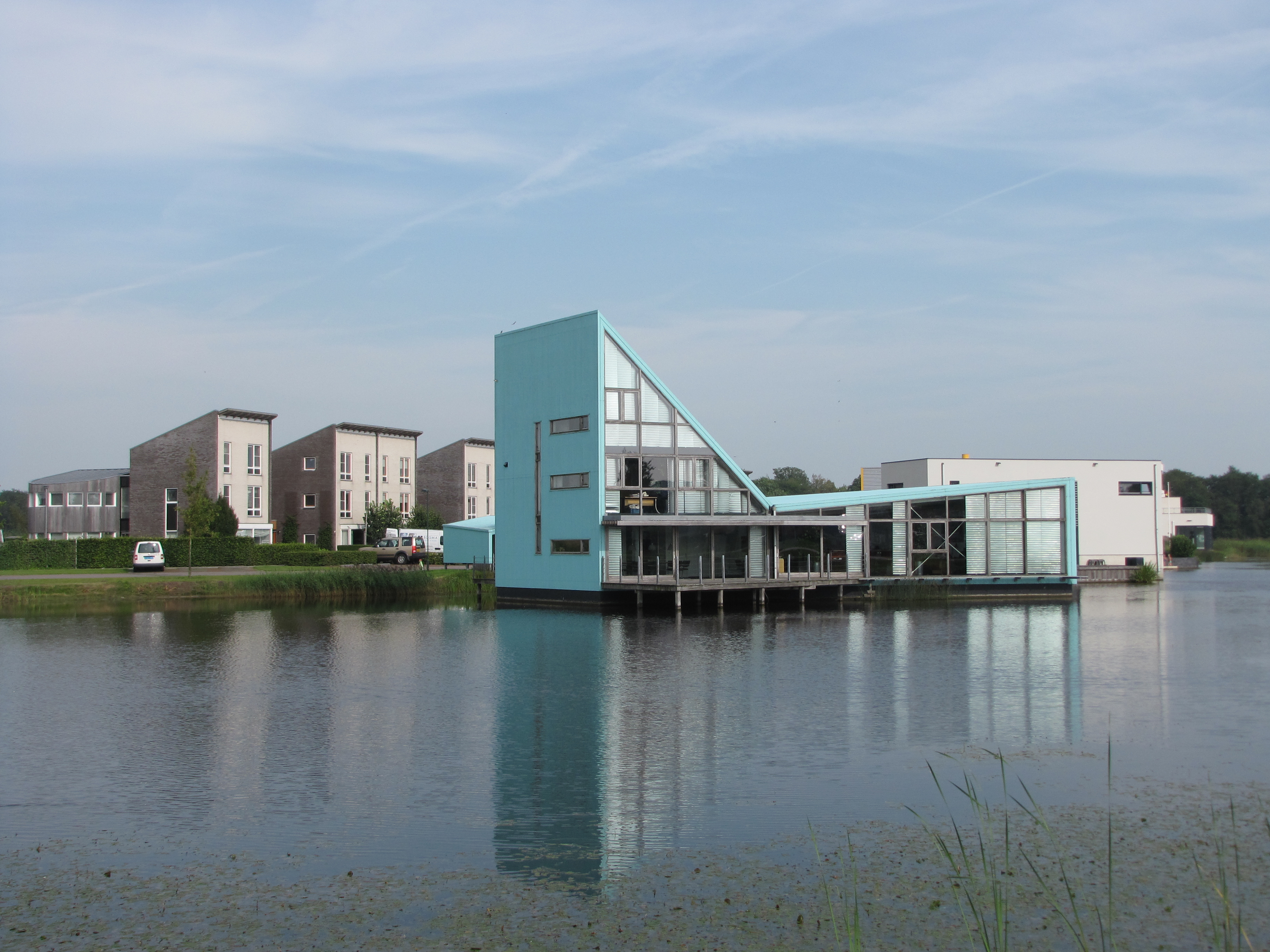
Woning in het water aan de Oer de Feart

Blaauwhof · Broek Zuid · Jonkersland · Oud-Joure · Schepenkwartier · Skipsleat · Westermeer · Wyldehoarne · Zuiderveld